# Starověký Řím
Starověký Řím (latinsky Roma), také často antický Řím, je označení pro starověké (antické) období města Říma ležícího na Apeninském poloostrově (dnešní Itálie) a také označení pro z něho vzešlou civilizaci, jež expandovala do značné části Evropy a pronikla i na sever Afriky a Blízký východ, tedy do Asie. Tato civilizace přetrvala více než tisíc let, existovala zhruba od 8. století př. n. l. až do 5. resp. 6. století. Dle legendy byl Řím založen roku 753 př. n. l. dvojčaty Romulem a Remem.
Forma vlády Říma se v průběhu staletí proměnila nejprve z království na republiku a nakonec v císařství. Římské území bylo obýváno různými národy s rozličnými jazyky, náboženstvím a kulturou. Přesto se zde v průběhu existence císařství rozvinula univerzalistická myšlenka jediné a jednotné římské říše zvaná imperium sine fīne („říše bez hranic“).
V době svého největšího územního rozmachu, za císaře Traiána, mělo území říše asi 5 milionů kilometrů čtverečních, což z Říma činí jednu z největších říší starověku. Moc Říma se tehdy rozprostírala do všech zemí podél Středozemního moře, dále do Galie, velké části Británie a do oblasti Černého moře. Řím vládl nad většinou zemí tehdy známého světa (orbis terrārum) a nad 50 až 90 miliony obyvatel, kteří představovali zhruba 20 % světové populace. Výstavba měst, akvaduktů a 80 000 kilometrů silnic napříč celou touto obrovskou říší byla pozoruhodným technickým a civilizačním výkonem. Řím šířil do podmaněných krajů i kulturu, umění a obchod. Tehdejší životní úrovně a počtu obyvatelstva mělo být v Evropě a Africe znovu dosaženo až o mnoho staletí později. 
Ve východní části impéria došlo k promísení latinské kultury s helénistickými a orientálními elementy. Naproti tomu západ byl zcela romanizován, ovšem jen jazykově. Ve skutečnosti Řím vstřebal dědictví Starověkého Řecka a obě tyto civilizace jsou někdy vnímány jako celek, který je nazýván řecko-římský svět nebo antická civilizace. Římané přitom řecko-římskou kulturu nešířili jen na územích jimi bezprostředně ovládaných, ale měli kulturní vliv i na okolní země, které se nacházely mimo jejich kontrolu politickou. Na území Říma také vzniklo křesťanství a Řím se stal nakonec hlavním médiem při jeho šíření.
Pro Evropu a západní kulturu je římská civilizace spolu s antickým Řeckem jedním trvalých zdrojů identity. Západní civilizace z Říma přijala náboženství, právní zvyklosti, technologie, architekturu, řadu politických idejí (republikánských i imperiálních), pojetí armády, abecedu a latina se stala základem mnoha evropských jazyků a ještě po celý středověk byla jazykem vzdělanců. Znovuobjevení římské kultury oživilo západní civilizaci v renesanci a v éře osvícenství.

## Historie

### Založení města

Sedm pahorků starověkého Říma

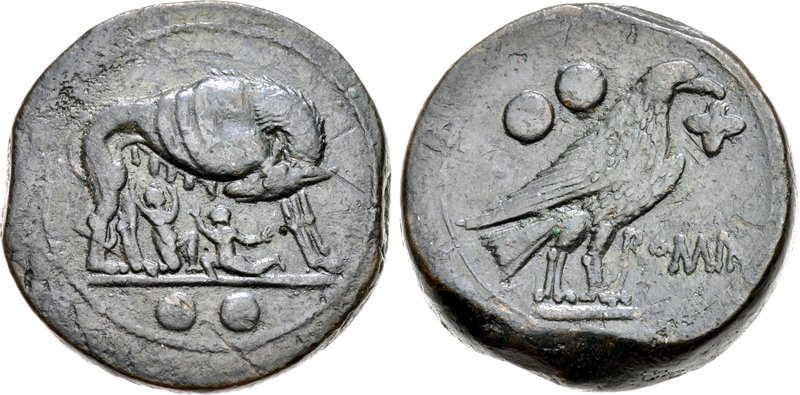
Sextant (asi 217–215 př. n. l.) s vlčicí Lupa včetně kojených dvojčat a Jovovým orlem

Zprvu byla oblast Latia osídlena pastevci, kteří žili na pahorcích, neboť údolí byla močálovitá. Osídlení na území Říma je doloženo již v 16. století př. n. l., to znamená v době bronzové, a to zvláště na pahorcích Palatin, Kapitol a Esquilin, kdežto Kvirinál a Viminál byly osídleny až od 9. století, kmenem Sabinů. V polovině 8. století došlo ke splynutí osad na Eskvilinu a Palatinu, což se stalo základem Říma jako sídliště městského typu. Dokladem nejstaršího osídlení Palatinu jsou tzv. Romulovy chýše (díry vyplněné světlejší hlínou než okolní půda), což jsou podle archeologů pozůstatky podpěrných kůlů tří dávných obydlí.
Město Řím vzniklo pravděpodobně spojením osad Sabinů a Latinů. Římané osídlili čtyři pahorky: Palatin, Esquilin, Viminál a Kvirinál. Jejich kulturu a zřízení ovlivňovali Etruskové a název města pravděpodobně pochází od jména vlivného rodu Etrusků Ruma. Všechny osady se sjednotily pravděpodobně až v 6. století před naším letopočtem. Kolem roku 650 př. n. l. začali Římané odvodňovat údolí mezi Kapitolem a Palatinem, kde se dnes nachází Forum Romanum. V 6. století př. n. l. také postavili na Kapitolu chrám Jupitera Optima Maxima a expandovali na území mezi Kapitolem a Aventinem, později známém jako Forum Boarium.
Sami Římané sdíleli zakladatelský mýtus, který za zakladatele města označoval bratry Romula a Rema, potomky boha Marse a princezny z mytického města Alba Longa. Oba byli odsouzení k smrti, ale zachránila je vlčice. Po sporu Romulus zabil Rema a stal se zakladatelem Říma. Mýtus vznikl nejpozději ve 3. století př. n. l. Marcus Terentius Varro datoval mytické založení města přesně: 753 př. n. l.  Ale nejde o jediný zakladatelský mýtus. Dionýsios z Halikarnassu vypráví legendu, že princ Aeneas vedl námořní výpravu Trójanů, kteří chtěli po ničivé trojské válce založit novou Tróju. Přistáli na břehu řeky Tibery a žena, která cestovala s nimi, Roma, zapálila jejich lodě, aby jim zabránila v odchodu. Byli tedy nuceni na místě založit osadu, kterou pak pojmenovali po ženě, jež je k založení přiměla. Tento mýtus později rozpracoval Vergilius.

### Království

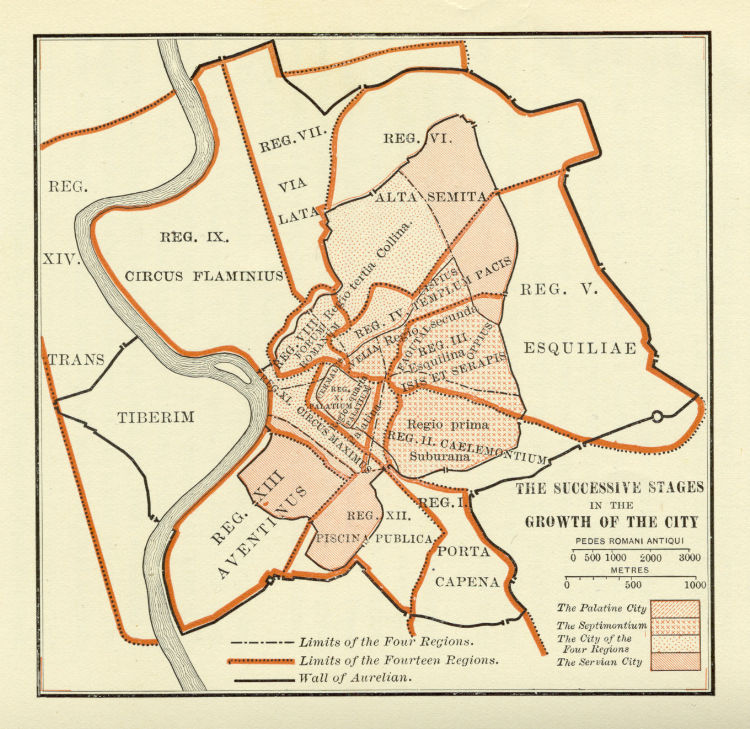
Starověké čtvrti Říma

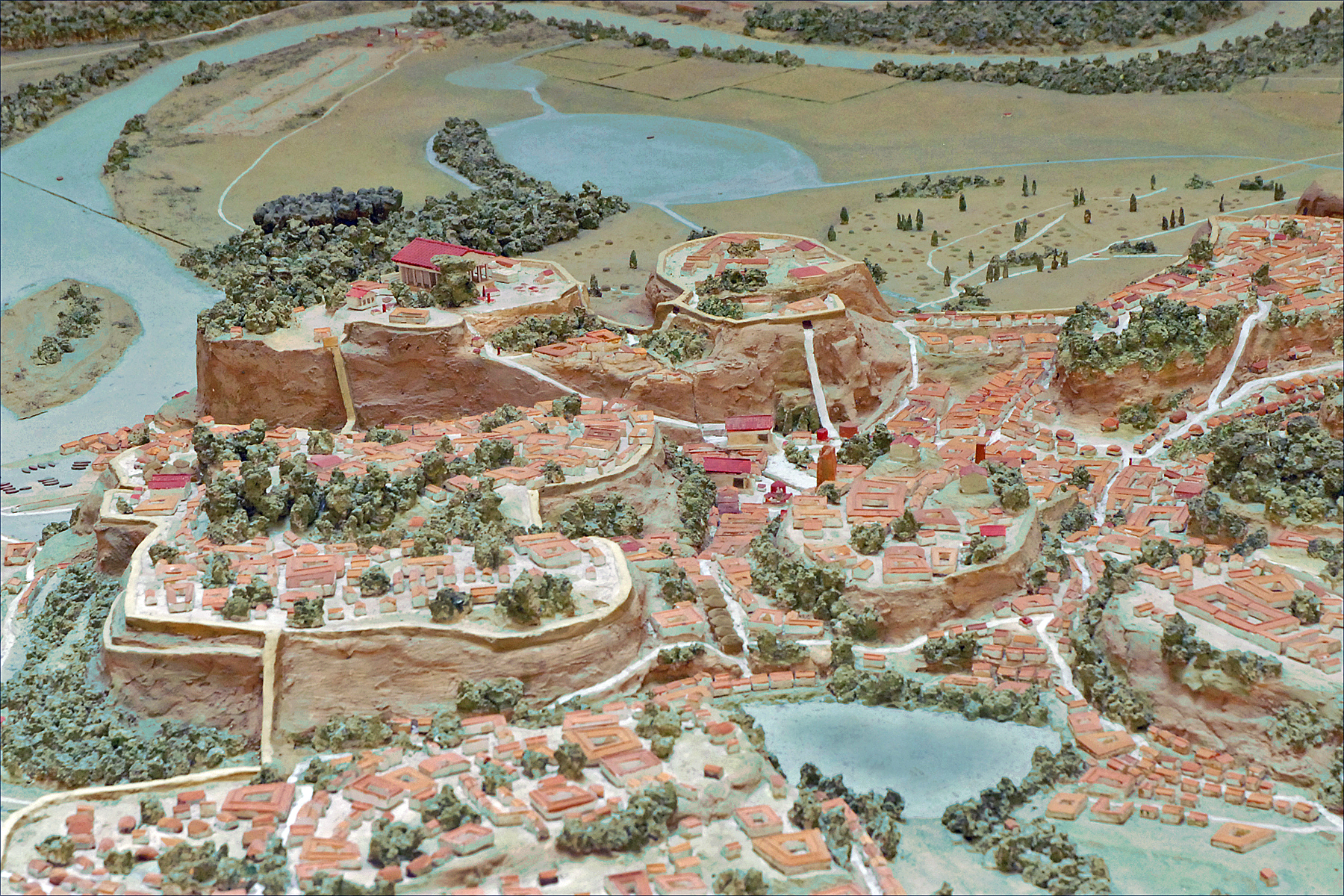
Model raného Říma

Na počátku svých dějin byl Řím královstvím. Tradiční výklad Livia, Plútarcha, Dionýsia z Halikarnassu a jiných říká, že v prvních stoletích vládla Římu řada sedmi králů, kteří nebyli podle všeho pokrevně spřízněni, tedy byli patrně voleni. Tradiční chronologie podle Varra udává dobu jejich vládnutí 243 let, což činí mimořádný průměr vládnutí jednoho krále – téměř 35 let. Toto číslo bylo ovšem později sníženo. Galové zničili všechny římské historické záznamy, když po bitvě u Allie v roce 390 př. n. l. drancovali město, takže o původním království neexistují žádné soudobé záznamy. Literární a archeologické důkazy naznačují existenci královského úřadu v Římě nejpozději v 6. století př. n. l. Královský palác Regia byl postaven kolem roku 625 př. n. l.
Prvním z – převážně legendárních – následovníků Romula je Titus Livius Numa Pompilius. Řím od počátku expandoval. Na konci 6. století již kontroloval území o rozloze asi 780 kilometrů čtverečních s populací možná až 35 000 lidí. Řím do svého okolí šířil nejen svou moc, ale i zákonodárství. To mj. znamenalo, že mohlo docházet ke sňatkům Římanů a jiných Latinů. Dle tradice byl ještě v časech království založen senát. Jaké postavení měl vůči králi, však není jasné. Podle většiny historiků senát krále volil.

### Republika
Po vyhnání posledního etruského krále Tarquinia Superba – údajně v roce 509 př. n. l. – se Řím stal republikou. V čele státu stáli dva volení konzulové. Jejich moc byla limitována Ústavou a volenými kolektivními orgány i úředníky (římská shromáždění, římský senát, magistrátové). Republikánské zřízení vedlo k boji mezi patricii a plebeji, který vyvrcholil v roce 494 př. n. l. (aventinské povstání zvané též první secese či první secessio plebis). Plebejové si vynutili vznik lidového shromáždění a zavedení tribuna lidu, který měl velké pravomoci a chránil jejich zájmy. V roce 449 př. n. l. byly pod tlakem plebejů poprvé sepsány římské zákony, tak zvaný Zákon dvanácti desek, aby tradiční zákonodárství nemohli patricijové vykládat ve svůj prospěch. Do poloviny 3. století si plebejové vybojovali přístup do všech úřadů a orgánů, včetně senátu a úřadu konzula. Moc senátu přitom v čase rostla.

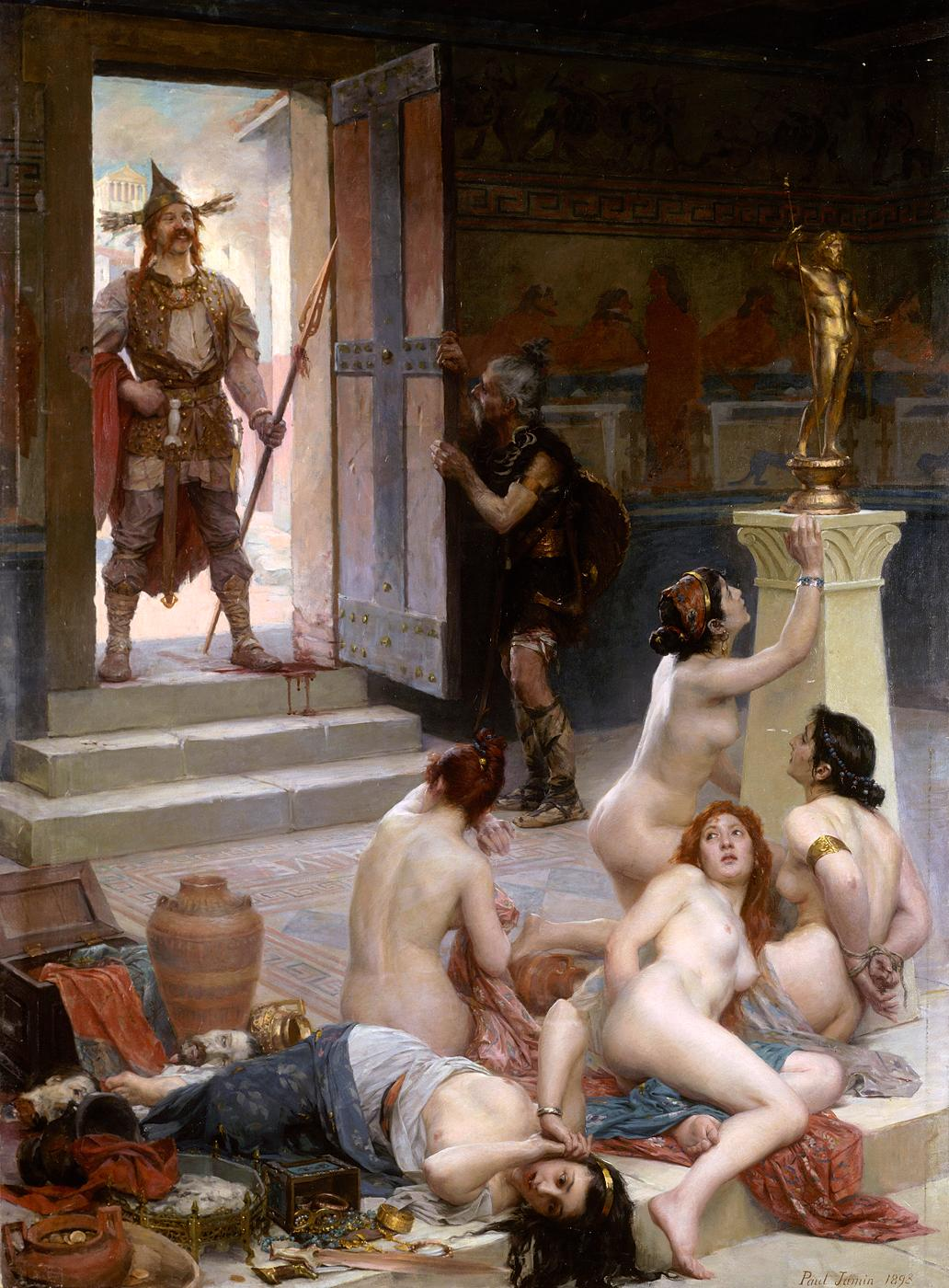
Brennus plenící Řím

Římané si postupně podmanili ostatní národy na Apeninském poloostrově, včetně Etrusků. Zavedli přitom velmi efektivní systém kolonií. Ve 4. století př. n. l. jejich hegemonii narušila první reálná hrozba, Galové. Dne 16. července 390 př. n. l. porazila galská armáda pod vedením kmenového náčelníka Brennuse Římany v bitvě u Allie a následně vyplenila a vypálila Řím. Poté sedm měsíců obléhala Kapitol, kde se někteří Římané opevnili. Galové pak souhlasili s tím, že ukončí obléhání za 1000 liber zlata. Nakonec ale Římané Galy porazili, patrně určitou lstí. Plútarchos ji popsal tak, že Římané, kteří dohlíželi na vážení zlata, si všimli, že Galové používají falešné váhy. Římané se pak chopili zbraní a Galy pobili. Jejich vítězný generál Camillus to prý tehdy komentoval slovy: "Řím si kupuje svobodu železem, ne zlatem."

Vývoj punských válek

Poslední hrozba římské hegemonii na poloostrově přišla, když se v roce 281 př. n. l. vzbouřila jejich významná řecká kolonie Tarentum. Požádala o pomoc Pyrrha z Epiru, ale marně (pyrrhovy války). Poté se již republika začala nadechovat k expanzi do celého Středomoří. V cestě jí stála mocnost ovládající severoafrické pobřeží, Kartágo. Utkala se s ním v tzv. punských válkách (264 až 146 př. n. l.). Kartágo bylo námořní velmocí a římský nedostatek lodí a námořních zkušeností činil cestu k vítězství obtížnou. Kartaginský vojevůdce Hannibal dokonce provedl invazi do Itálie (odvážným průnikem přes Alpy) a plenil poloostrov šestnáct let. Přesto Řím nakonec drtivě zvítězil, Kartágo zcela zničil a získal díky tomu prvé zámořské kolonie (Sicílie, Hispánie, Afrika). Ještě za časů republiky se stal impériem a bylo zřejmé, že jeho expanzi již není schopen nikdo zastavit. Po porážce Makedonie (makedonské války) a Seleukovské říše (římsko-seleukovská válka) ve 2. století př. n. l. se Římané stali pány Středomoří.

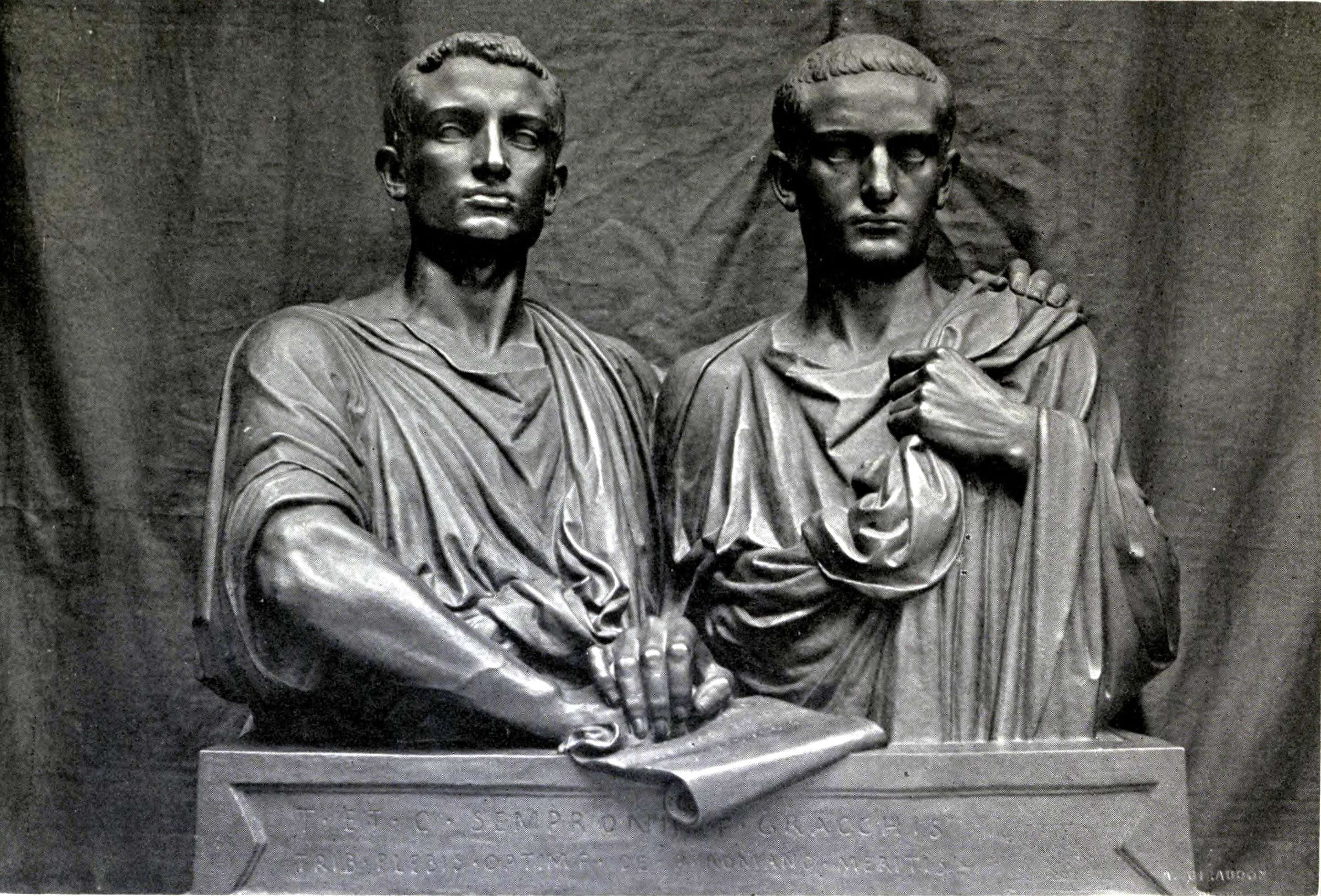
Bratři Gracchové

Dobytí helénistických království však Řím i proměnilo. Nasytilo se díky tomu řeckou kulturou a nechalo se jí okouzlit. Římská elita, kdysi venkovská, se stala helénskou a kosmopolitní. Expanze a nebývalé bohatství ale také přinesly nové vnitřní konflikty. Šlo zejména o půdu, kterou vlastnila poměrně malá skupina lidí. Bratři Gracchové se pokusili prosadit pozemkovou reformu, která by umožnila dostat se k půdě i plebejům. Ale tentokrát, navzdory římské tradici, bohatší část společnosti zvítězila. Podařilo se jí majetkové poměry petrifikovat a rozdíl mezi bohatými a chudými se zvětšoval. Těmto dvěma třídám se začalo říkat optimáti a populárové.

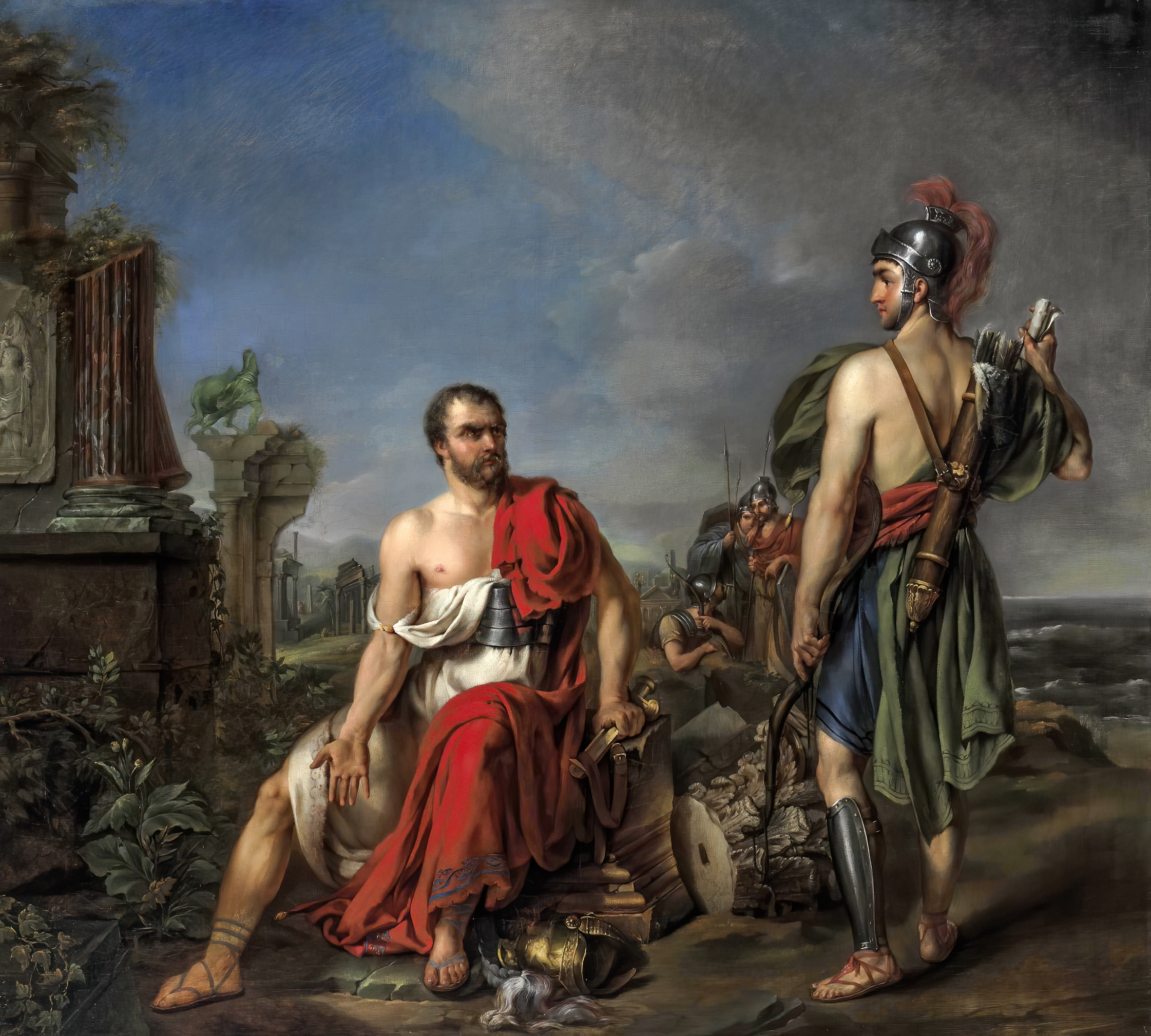
Gaius Marius

Jakési řešení pro frustrované chudé nalezl konzul Gaius Marius. Začal je masivně verbovat do armády. To ale také značilo nutnost nových a nových výbojů a expanzí. Výsledkem byly mj. mithridatské války (jež ve výsledku vedly k dobytí Malé Asie a Sýrie). Důsledkem expanze byl také stále větší dotyk s Germány na severu a ohrožení jimi. Nutnost získávat proti nim spojence na periferiích vedla k otevření otázky, mají-li získat římské občanství. Především kmeny na poloostrově cítily velkou hořkost, že nejsou v rovném postavení s obyvateli Říma. Konflikt s nimi je nazýván spojenecká válka.
Neustálé války vedly k mimořádnému postavení vojevůdců. Vojenské osobnosti získaly takovou prestiž a moc, že začaly republiku ovládat. Nakonec se staly diktátory. Zpočátku vládly ve spojenectví zvaném triumvirát. Když se však podařilo jednomu z diktátorů, Juliu Caesarovi, ostatní porazit, bylo jasné, že už není žádný důvod, aby se nestal monarchou. Byť sám Caesar tento krok formálně ještě neučinil.

### Císařský Řím (27 př. n. l. – 395/476)

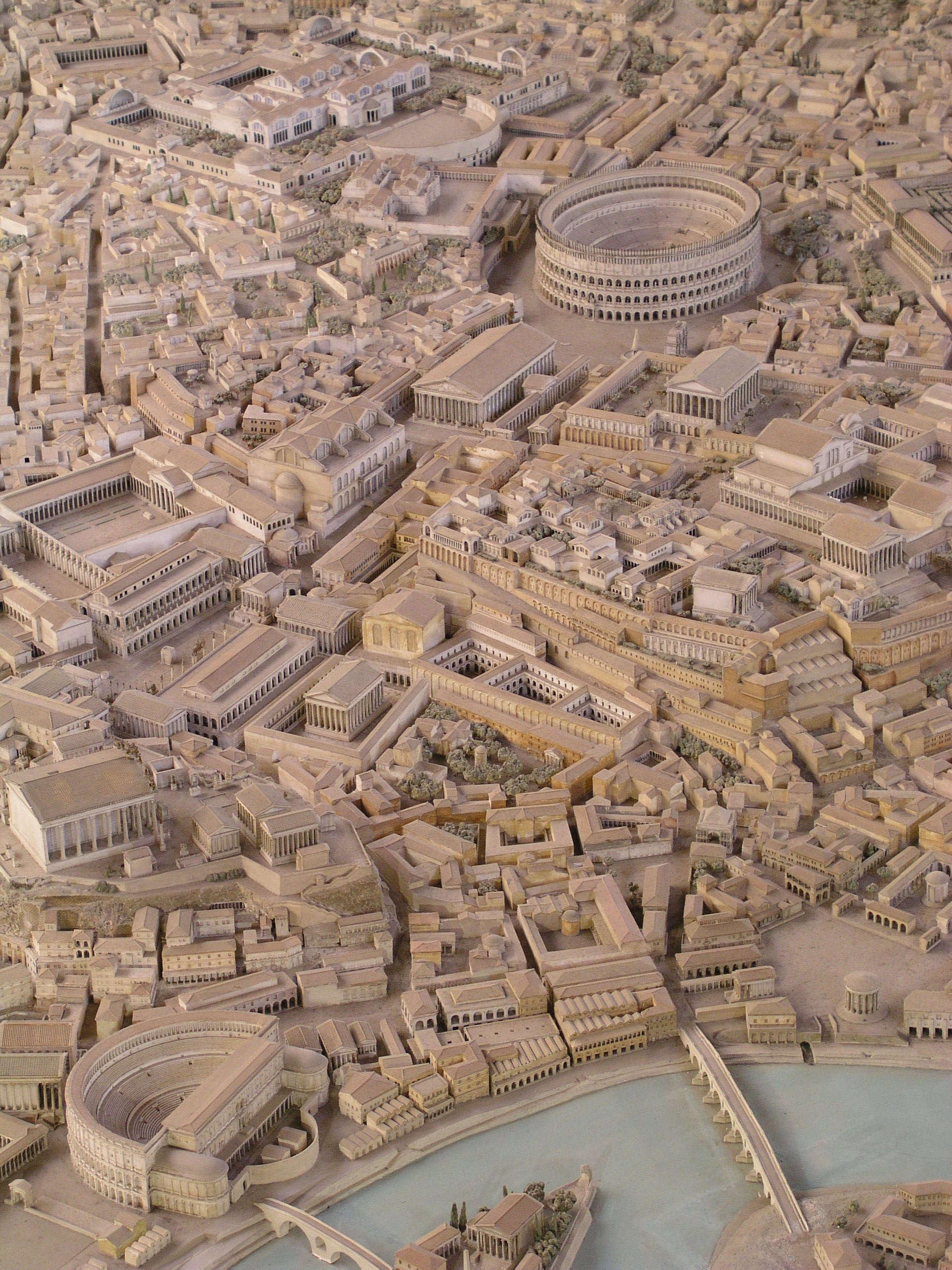
Model císařského Říma v době Konstantina I.

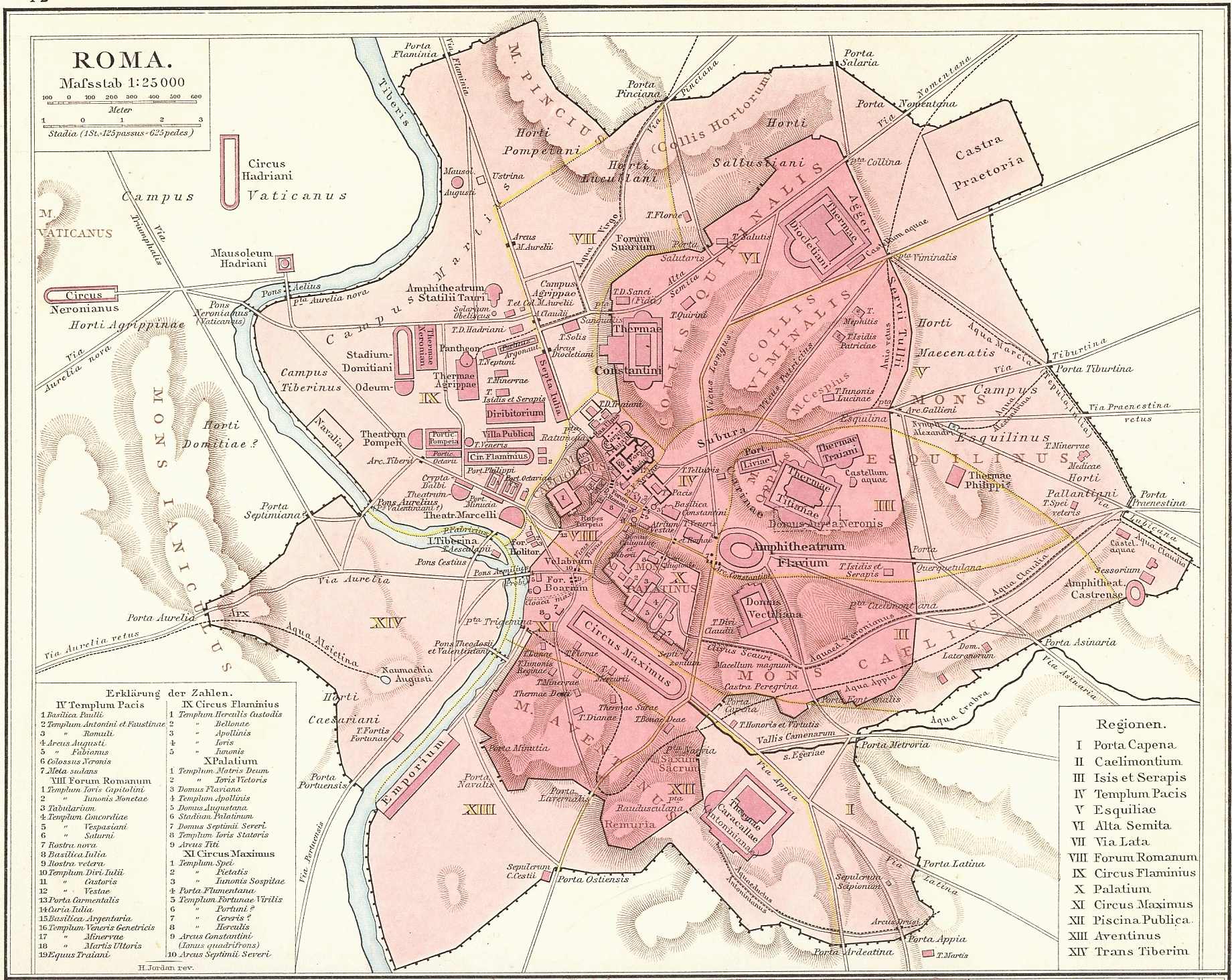
Císařský Řím. Tmavší oblast je území uvnitř hradeb ze 4. stol. př. n. l., světlejší uvnitř hradby z roku 275

Z Caesarova jména se později stal nový titul caesar, neboli císař. Prvním císařem se stal Caesarův adoptivní syn Augustus. Následoval rozvoj kulturní i mocenský. Dvě století relativního blahobytu a míru po vzniku císařství jsou někdy nazývána Pax Romana.
Následující císaři Tiberius, Caligula, Claudius a Nero, ač ne všichni vybaveni dobrou pověstí, upevnili monarchický systém natolik, že pokusy o obnovení republiky zcela vyhasly. Císaři získali úplnou kontrolu nad armádou, která se stala stálou a byla strukturována do legií. Moc císaře ještě vzrostla za pomoci další ozbrojené síly, pretoriánské gardy, určené přímo k císařově ochraně. Na druhou stranu toto vojensko-policejní uskupení se stalo natolik mocným, že někdy přímo zasahovalo do politiky, ba dokonce bylo schopno prosadit na císařský trůn svého kandidáta.
Smrtí Nera skončila vláda první juliovsko-claudiovské dynastie a začala vláda flaviovců. První flaviovský císař Vespasianus je považován za největší osobnost dynastie. Právě on dal stavět největší symbol Říma, Koloseum. Třetí dynastie je někdy nazývána nerva-antoninovská, hovoří se také o tzv. adoptivních císařích. Jejich vláda je vymezena lety 96 až 192. Dobré pověsti se těšili zvláště Traianus (98–117), za jehož panování říše dosáhla své maximální rozlohy, Hadrianus (117–138) a "filozof na trůně" Marcus Aurelius (161–180). Za Traiana bylo území říše větší než je rozloha Evropské unie. Rozkvět dokázal přibrzdit jen antoninský mor, která v letech 165–180 zabil pět milionů Římanů. Vláda posledního adoptivního císaře Commoda je často označována za počátek římského úpadku. 

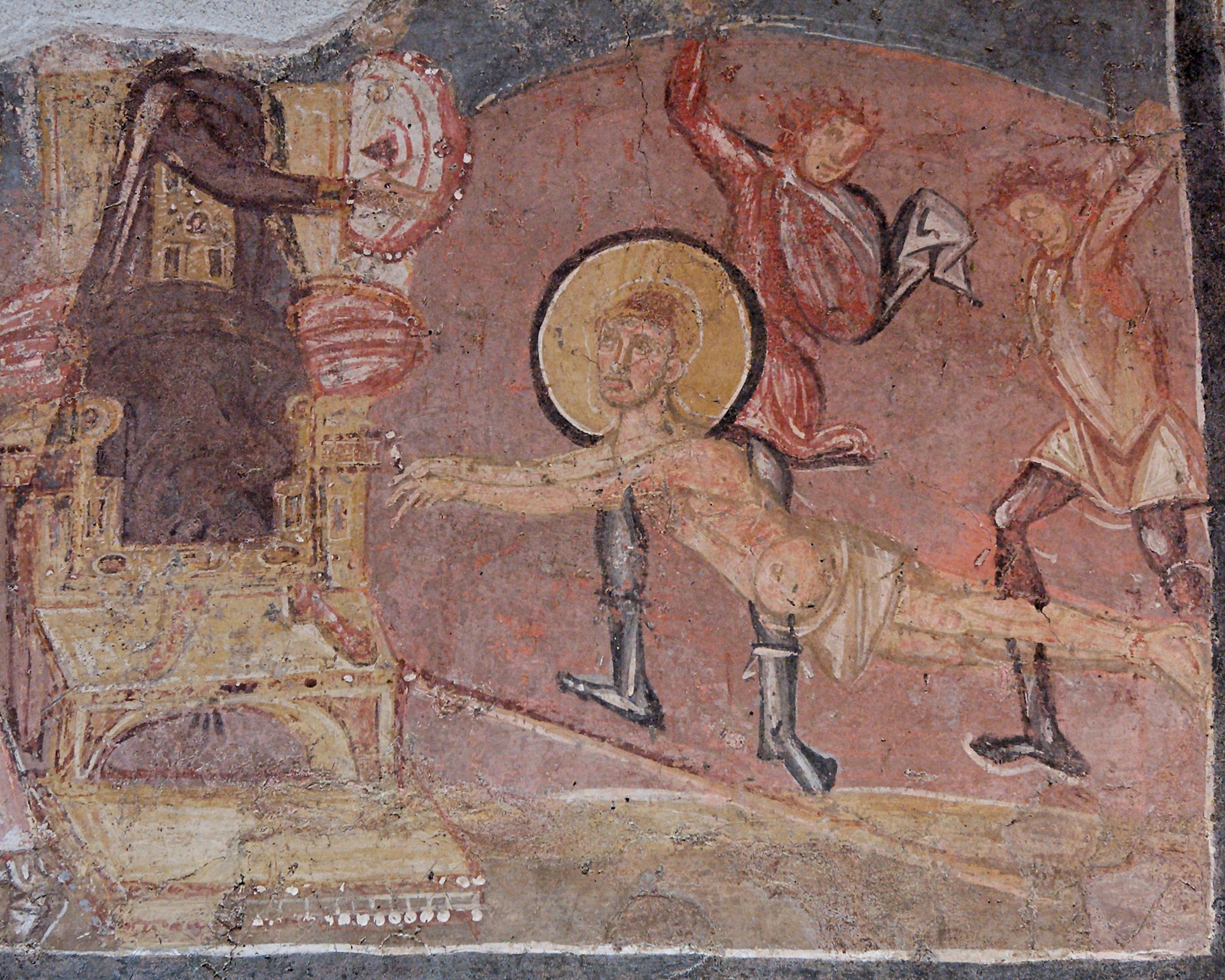
Pronásledování křesťanů za Diokleciána

Neustálou územní expanzí zásadně vzrostl význam ochrany hranic rozsáhlého impéria a tím i periférie, což vedlo k tzv. krizi třetího století. Řím se jí pokoušel čelit některými odvážnými reformami, například císař Caracalla, zakladatel nové, severovské dynastie, vydal roku 212 průlomový edikt Constitutio Antoniniana, jímž bylo uděleno římské občanství všem svobodným mužům na území říše. Krizi to ale nevyřešilo. Během 49 let se vystřídalo 26 císařů, což byl signál politické nestability. Ekonomickou metlou byla hyperinflace, zdravotní cypriánův mor. Jedním z důsledků krize byla ztráta přitažlivosti tradičního římského náboženství. Začaly se šířit dvě nové víry, mithraismus a křesťanství, což mělo zásadní význam pro budoucnost. Krizi systémově vyřešil až Diocletianus (284–312) ustanovením dominátu, vlády čtyř tetrarchů. Tím však také předpřipravil rozpad říše na západní a východní. Pokusil se rovněž porazit křesťanství, za jeho panování došlo k historicky největšímu pronásledování křesťanů v Římě. V tom ale neuspěl. 

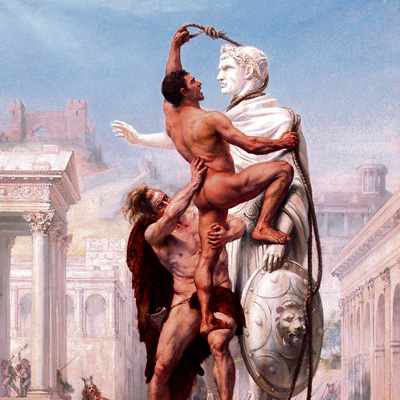
Vyplenění Říma Vizigóty

Vládu nad celou říší znovu získal Konstantin I. Veliký. Křesťanství vnímal jako budoucnost Říma a ideální ideový svorník. V roce 313 vydal milánský edikt, který zaručoval křesťanům svobodu vyznávat své náboženství. Sám nakonec konvertoval. Přestože se proti jeho koncepci jeden z následníků vzepřel (Julianus), nakonec se prosadila. Dovršil ji Theodosius I. Roku 380 soluňským ediktem udělal z křesťanství státní náboženství a roku 392 úplně zakázal pohanství. Proces christianizace Říma pak vedl ke christianizaci celé Evropy, již církev dokončila ve středověku. 
Konstantin osudově změnil běh římských dějin ještě jedním způsobem: hlavní město přenesl z Říma na východ, do Byzantionu, jím přejmenovaného na Nový Řím (Nova Roma), později po něm nazývaného Konstantinopol. Celá říše se definitivně rozdělila v roce 395 na Východořímskou říši, později zvanou Byzantská, s centrem v Konstantinopoli, a Západořímskou říši s centrem v Římě. Západořímská říše prodělávala krizi a byla pod tlakem Germánů a Hunů. V roce 410 byl Řím vypleněn Vizigóty a roku 455 Vandaly. Samotné město Řím přestalo být několikrát hlavním, jeho roli převzalo Mediolanum (dnešní Milán) a Ravenna. Zánik Západořímské říše bývá spojován s rokem 476, kdy germánský vojevůdce Odoaker sesadil nedospělého císaře Romula Augusta.
Pád Říma je obvykle považován i za pád Římské říše, ba konec starověku, byť někteří vidí východní, Byzantskou říši jako legitimního pokračovatele. Během 6. století byzantský císař Justinián I. dokonce na chvíli znovu dobyl zpět Apeninský poloostrov a říši sjednotil, ale brzy západní oblasti definitivně ztratil. Východní říše přežila svůj západní protějšek téměř o 1000 let a stala se nejstabilnější křesťanskou říší pozdní antiky a raného středověku. V mnohém se zřekla svého antického dědictví, mnohé z něj ale také uchovala a zachránila, neboť západní rozvrat znamenal takřka úplnou ztrátu kontinuity a starověkého kulturního bohatství.
Pád západního Říma v 5. století je trvalým předmětem zájmu historiografie, politické filozofie i všech sociálních věd. Existuje bezpočet teorií, proč Řím padl. Mnohé tyto teorie mají ale aktualizační smysl a nepostihují krizi římské společnosti komplexně. 

## Kultura

### Památky

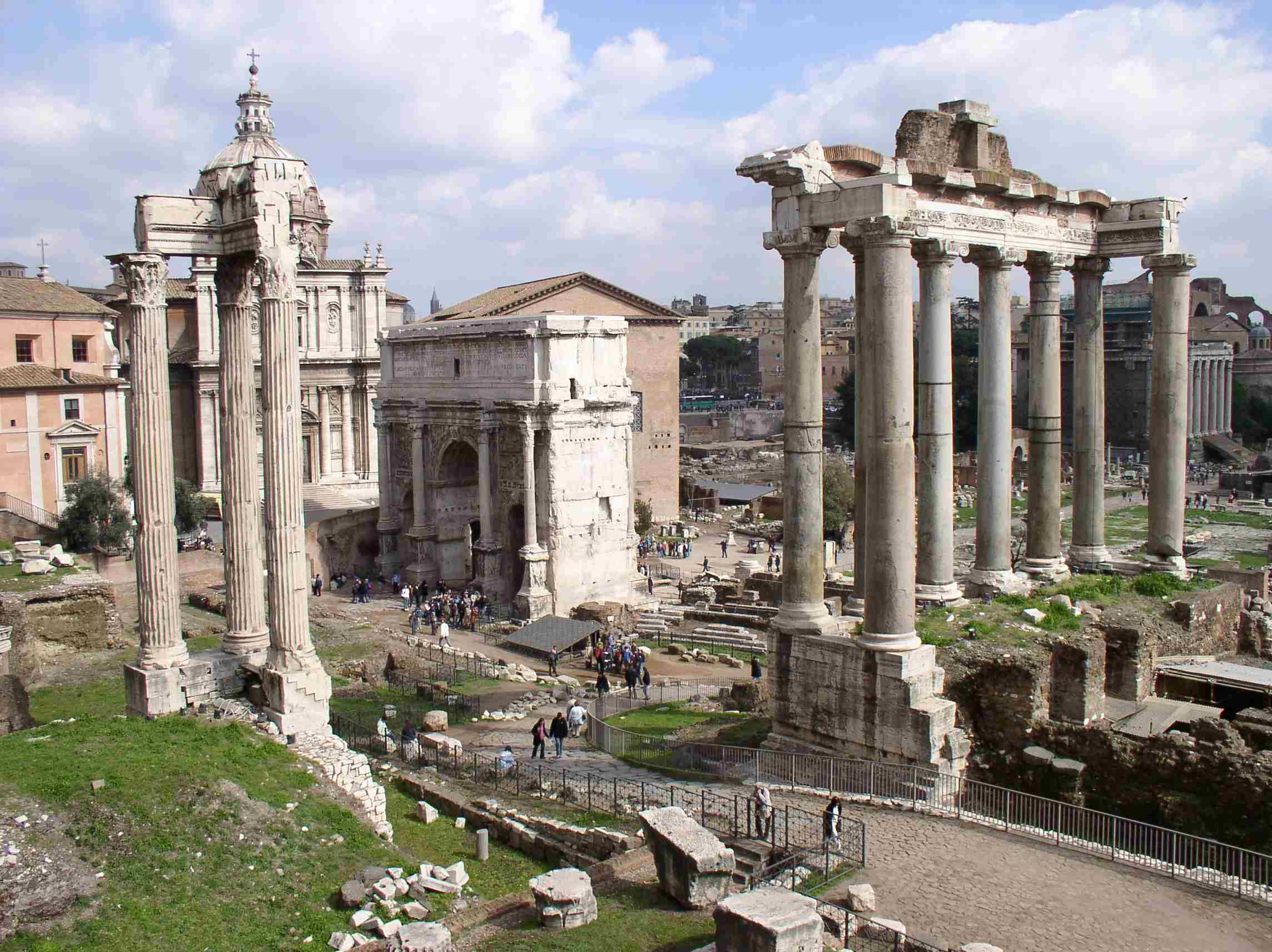
Forum Romanum dnes
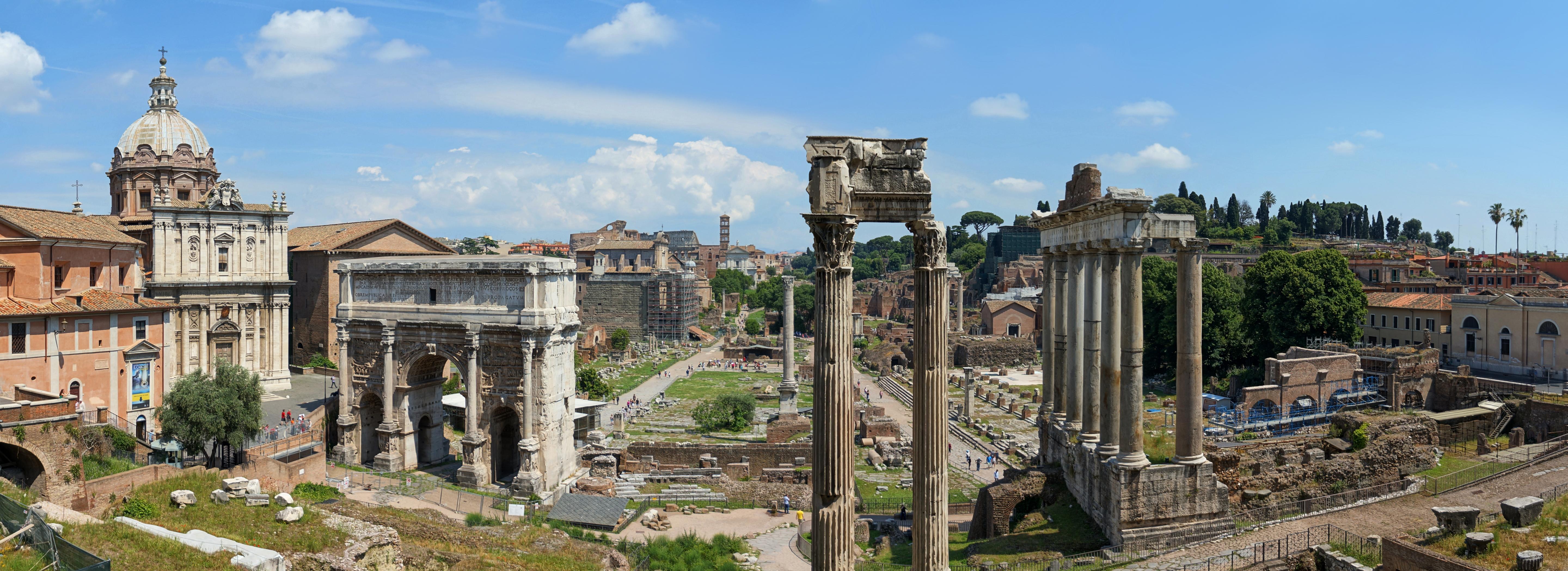
Panoramatický pohled na Forum Romanum
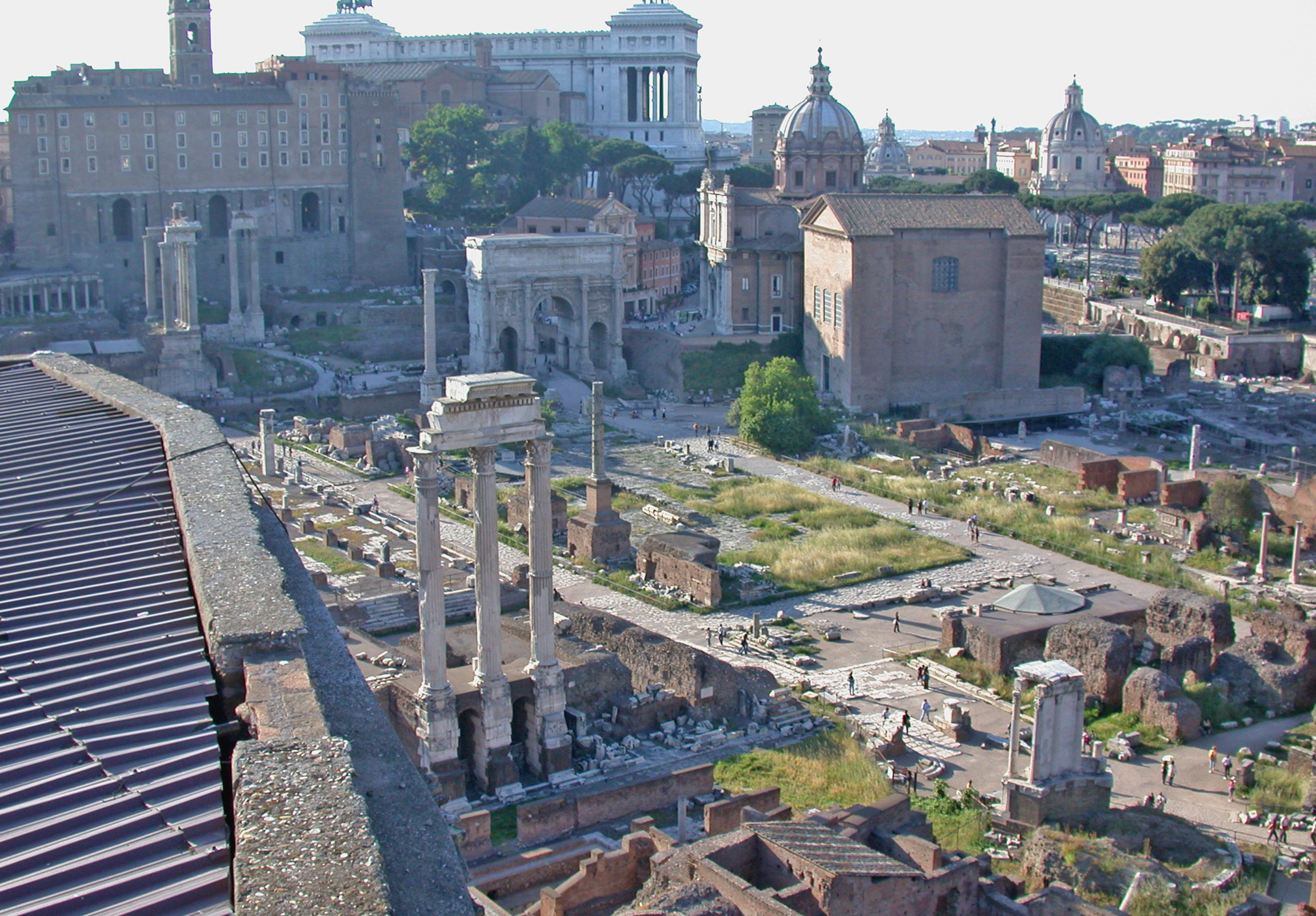
Forum, pohled z Palatinu k severu. Vpravo Curia Julia, v pozadí památník Viktora Emmanuela.
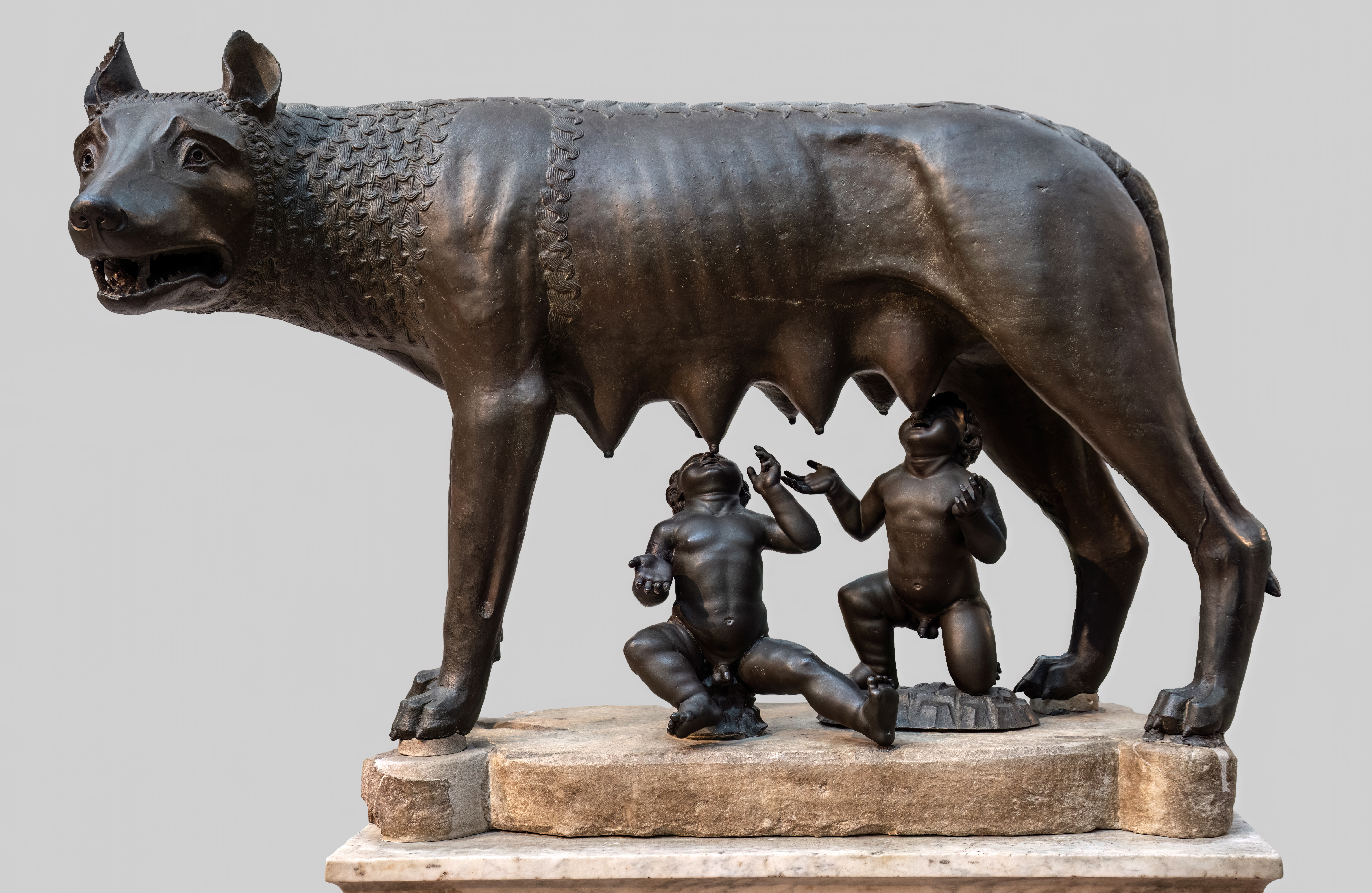
Kapitolská vlčice kojící renesanční dvojčata Romula a Rema
Římské koloseum
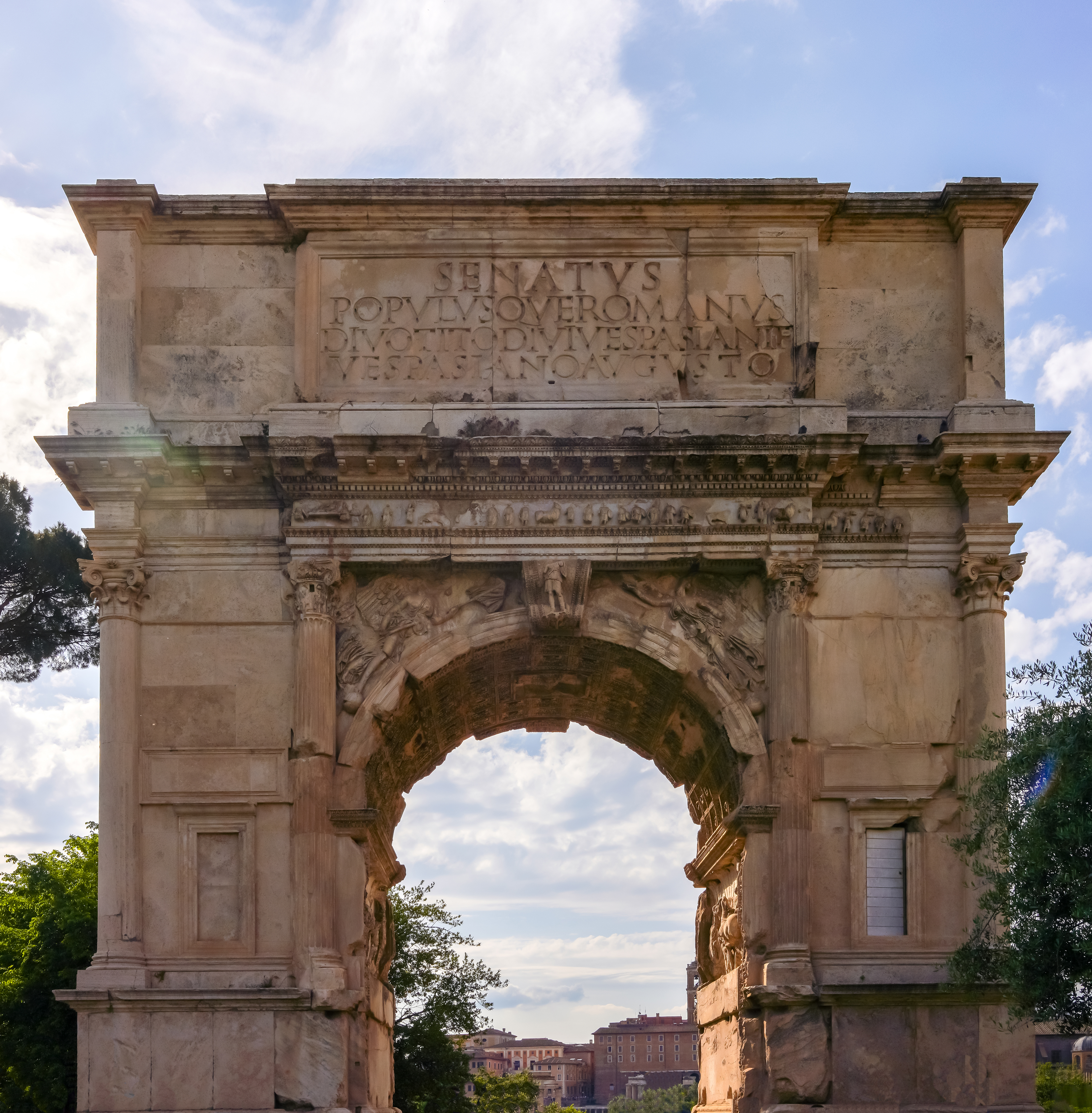
Titův vítězný oblouk
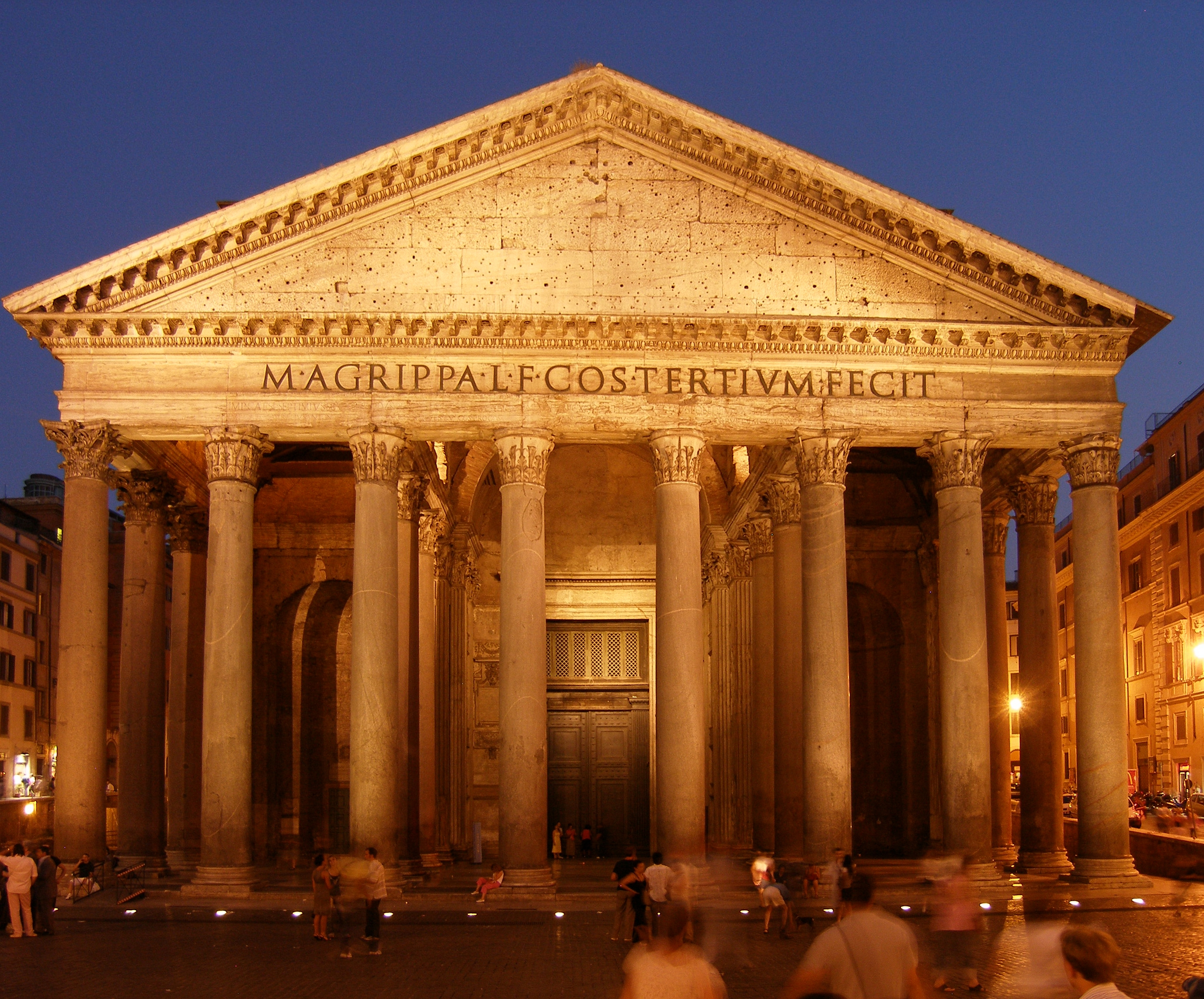
Římský pantheon
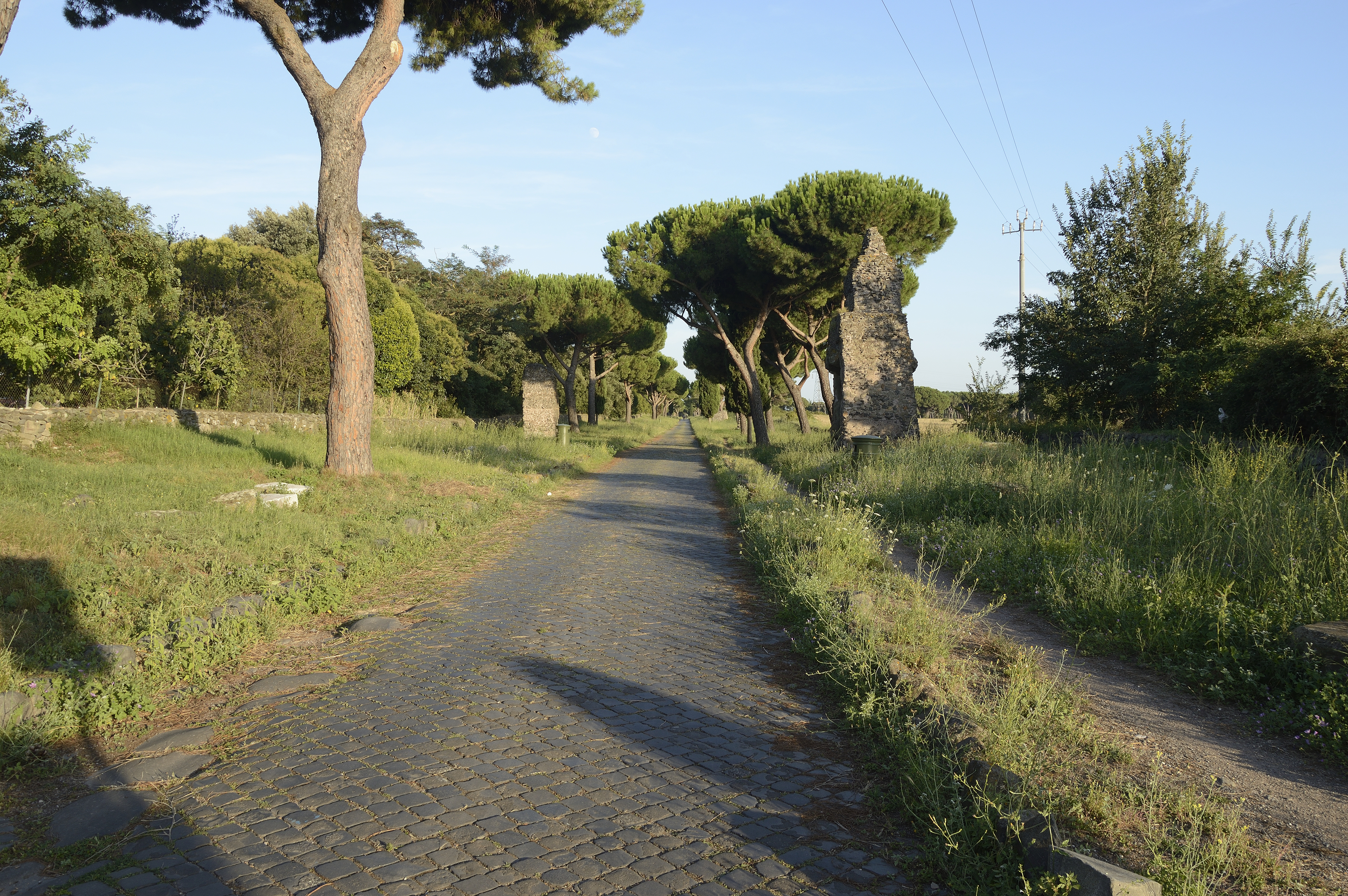
Via Appia (Appiova cesta), silnice spojující Řím s Brundisiem v jižní Itálii.

### Jazyk

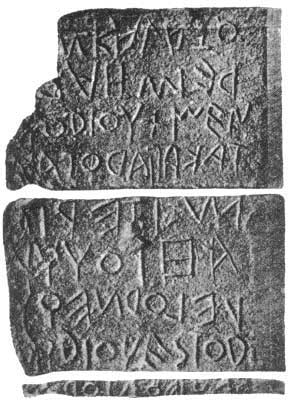
Lapis niger, nejstarší známý latinský text

Latina, jazyk Římanů, se stala úřední řečí říše. V některých částech impéria, hlavně na východě, kde byla řečtina používána více než latina, se přesto dokázaly udržet i původní jazyky. Latina tak byla po staletí jazykem Evropanů a později až do nástupu baroka také jazykem vzdělanců. V římskokatolické církvi zůstala do dob Druhého vatikánského koncilu jediným jazykem, ve kterém byly vykonávány mše a bohoslužby. Ještě dnes jsou v mnoha vědách, jako např. v medicíně nebo biologii, uplatňovány latinské odborné výrazy a další jsou vytvářeny. Latinský je rovněž původ moderních románských jazyků Evropy (italština, francouzština, španělština, portugalština, rumunština a další). Velmi mnoho převzatých latinských slov se vyskytuje také v germánských a slovanských jazycích. 

### Právo
Evropské právo a státověda, obzvláště občanské právo, mají kořeny v někdejším římském právu. Kořeny právních principů a praktik starých Římanů lze vysledovat až k Zákonu dvanácti desek (Leges duodecim tabularum) vyhlášeném v roce 449 př. n. l. Důležité právní kroky se odehrály i na východě, mezníkem byl Theodosiánský zákoník (Codex Theodosianus) z roku 438 a Justiniánský zákoník (Corpus iuris civilis) vydaný v roce 529 a vytvořený komisí v čele s vynikajícím právníkem Tribonianem. Římské právo se šířilo do postřímského světa ze západu (např. Alarichův breviář neboli Lex Romana Visigothorum), ale i z Byzantské říše. Římské právo bylo v širším smyslu uplatňováno ve většině Evropy až do konce 17. století.

### Literatura

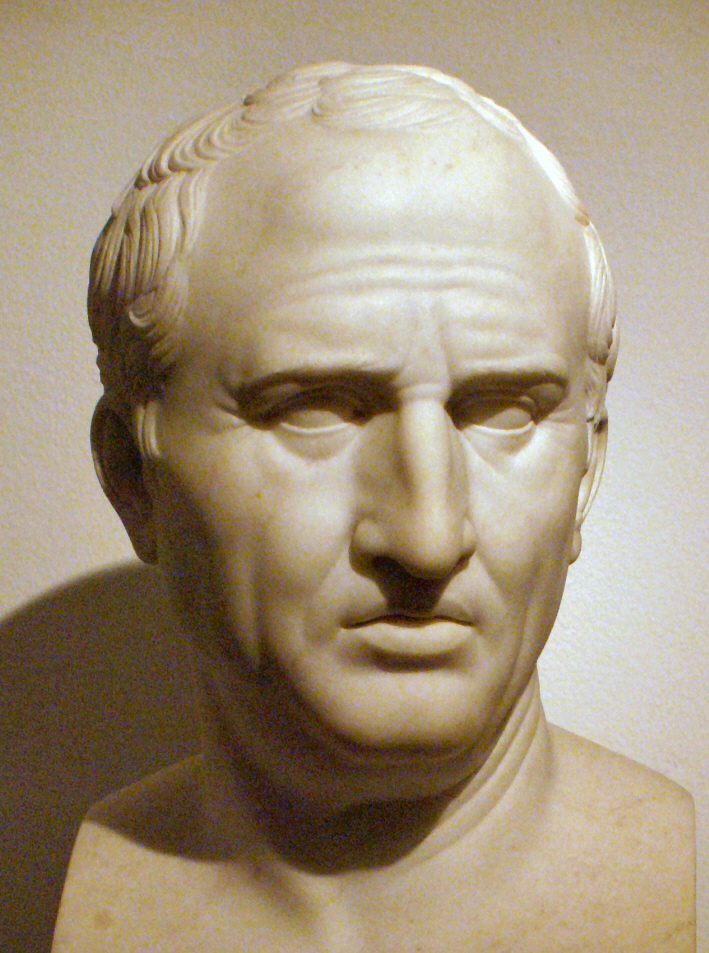
Cicero

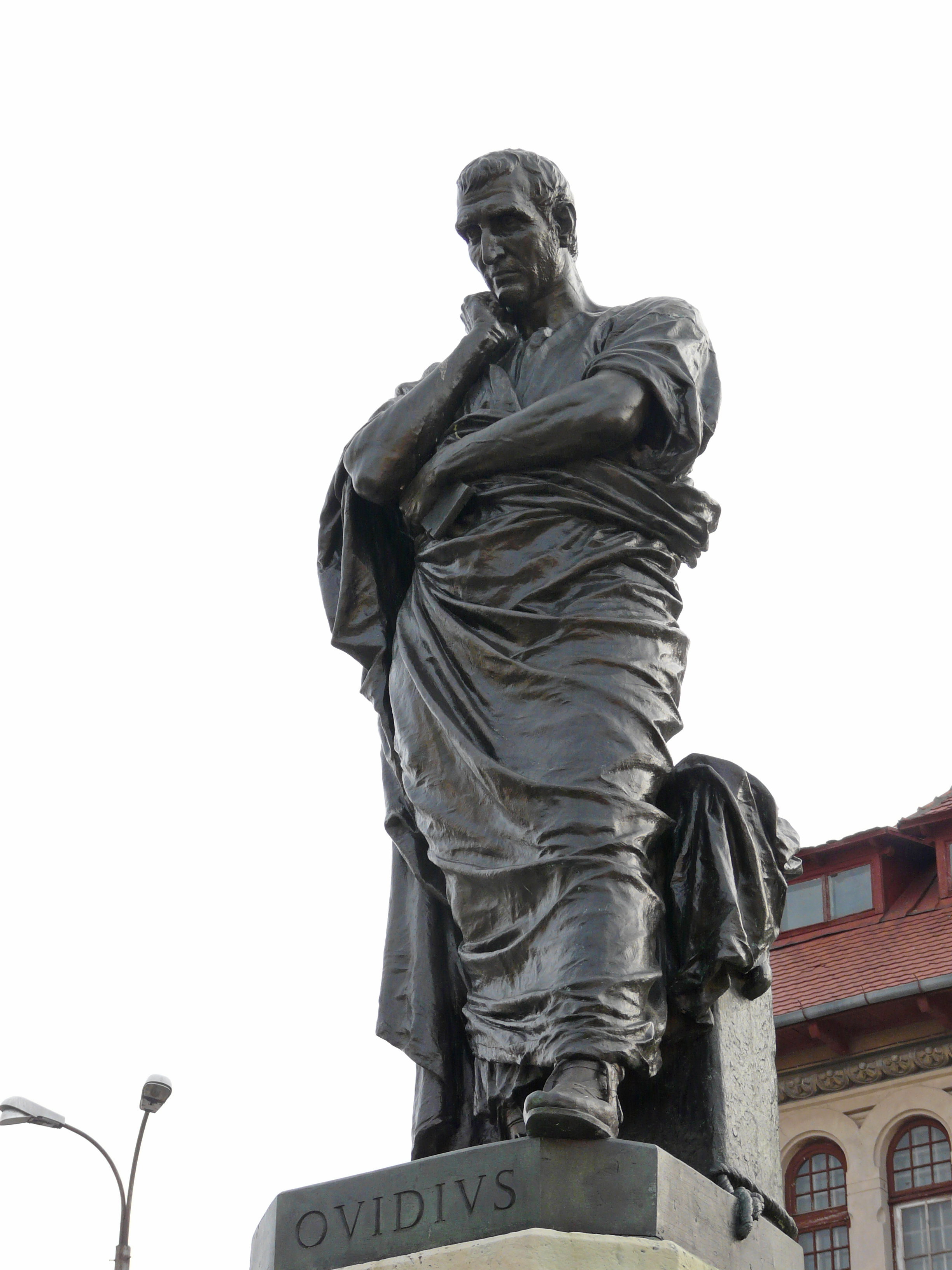
Ovidius

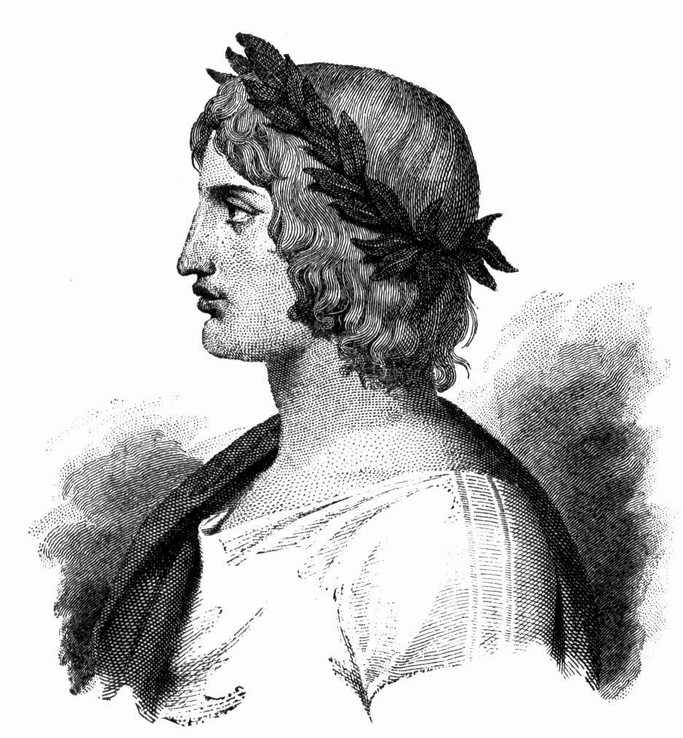
Vergilius

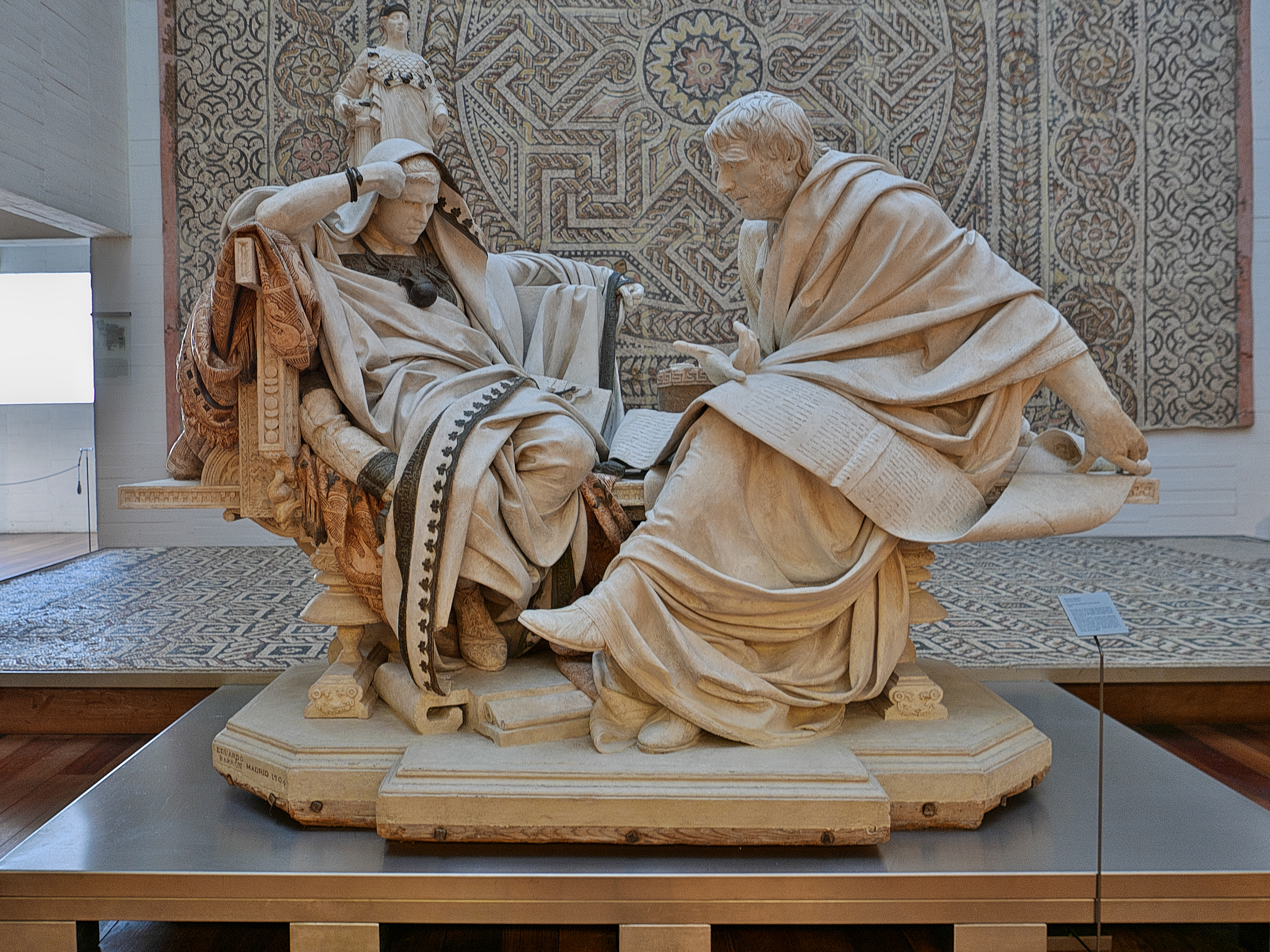
Seneca diskutuje s Nerónem

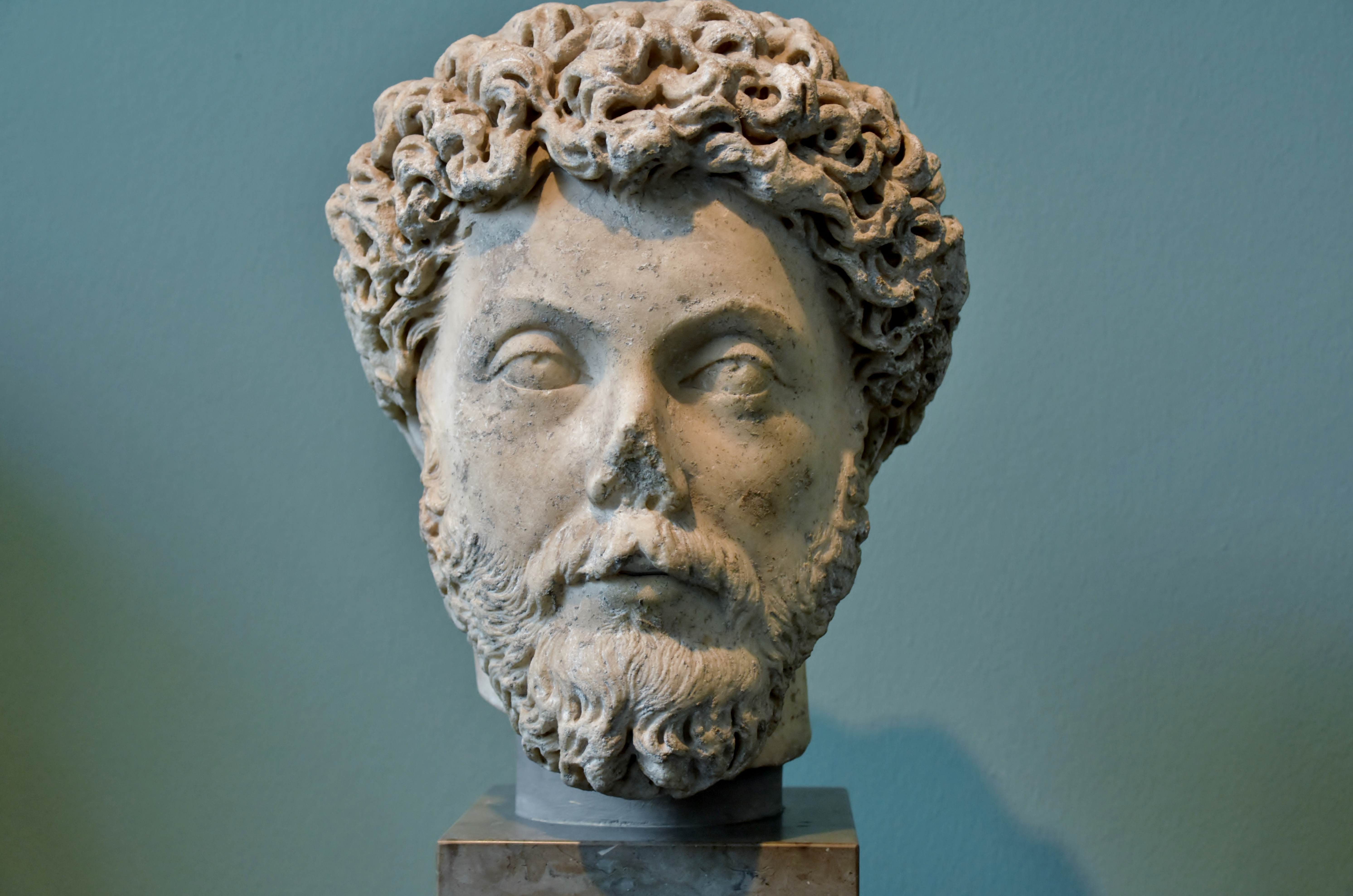
Marcus Aurelius